# Kaiya
Pour l’article homonyme, voir Zhou Kaiya.
Genre
Kaiya est un genre d'araignées aranéomorphes de la famille des Gradungulidae.

## Distribution
Les espèces de ce genre sont endémiques d'Australie. Elles se rencontrent en Nouvelle-Galles du Sud, dans le Territoire de la capitale australienne et au Victoria.

## Liste des espèces
Selon World Spider Catalog (version 24, 12/03/2023) :
- Kaiya bemboka Gray, 1987
- Kaiya brindabella (Moran, 1985)
- Kaiya parnabyi Gray, 1987
- Kaiya terama Gray, 1987

## Systématique et taxinomie
Ce genre a été décrit par Gray en 1987 dans les Gradungulidae.

## Publication originale
- Forster, Platnick & Gray, 1987 : « A review of the spider superfamilies Hypochiloidea and Austrochiloidea (Araneae, Araneomorphae). » Bulletin of the American Museum of Natural History, vol. 185, no 1, p. 1-116 (texte intégral).